# František Paňák
František Paňák (25. leden 1908, Oravský Podzámok – 28. říjen 1997, Košice) byl římskokatolický kněz, náboženský publicista a překladatel

## Životopis
Studoval filozofii (1939–1941) a teologii (1941–1944) v Banské Bystrici. Náboženský publicista, překladatel, římskokatolický kněz, jezuita. Působil jako operárius mezi mládeží v Bratislavě. Nábožensky pronásledován po roce 1950. Přispěl k činnosti podzemní církve na Východním Slovensku. Autor knihy o zednářích a překladu filozofického díla ze slovinštiny.